# Netsanet Desta
Netsanet Gebre Desta (* 26. Oktober 2000) ist eine äthiopische Leichtathletin, die sich auf den Mittelstreckenlauf spezialisiert hat. 2022 wurde sie in Port Louis Vizeafrikameisterin über 800 Meter.

## Sportliche Laufbahn
Erste Erfahrungen bei internationalen Meisterschaften sammelte Netsanet Desta im Jahr 2017, als sie bei den U18-Weltmeisterschaften in Nairobi im Vorlauf über 800 m disqualifiziert wurde. Bei den Crosslauf-Afrikameisterschaften 2018 in Ech Cheliff gewann sie in 23:52 min die Goldmedaille in der Mixed-Staffel. 2021 qualifizierte sie sich für die Olympischen Sommerspiele in Tokio, schied dort aber mit 2:01,98 min in der ersten Runde aus. Im Jahr darauf gewann sie dann bei den Afrikameisterschaften in Port Louis in 2:02,99 min die Silbermedaille hinter der Kenianerin Jarinter Mwasya. 2024 belegte sie bei den Afrikameisterschaften in Douala in 4:12,49 min den siebten Platz im 1500-Meter-Lauf.

## Persönliche Bestzeiten
- 800 Meter: 1:59,39 min, 8. Juni 2021 in Hengelo
  - 800 Meter (Halle): 2:03,57 min, 12. Februar 2022 in Dortmund
- 1500 Meter: 4:00,84 min, 31. Mai 2022 in Ostrava
  - 1500 Meter (Halle): 4:04,24 min, 10. Februar 2024 in Liévin
  - Meile (Halle): 4:24,80 min, 30. Januar 2024 in Ostrava